# Ľubica (Poprad)
Die Ľubica (deutsch Leibitzbach) ist ein 21,8 km langer Fluss in der Ostslowakei und rechtsseitiger Zufluss des Poprad in der Landschaft Zips (slowakisch Spiš).
Die Quelle liegt im Bergland Levočské vrchy (deutsch Leutschauer Berge) am Südwesthang des 1208 m n.m. hohen Bergs Javor und von dort fließt die Ľubica durch das Tal Zadná dolina gegen Westen. Hinter der Mündung des linksseitigen Kamenný potok wendet sich der Fluss nach Südwesten, bei der Siedlung Pod Lesom (ehemals Záľubica), dem Verwaltungssitz des nicht mehr bestehenden Militärbezirks Javorina, korrigiert er seine Richtung schrittweise wieder nach Westen und nimmt den linksseitigen Ruskinovský potok auf. Durch offene Felder erreicht die Ľubica die gleichnamige Gemeinde und wendet sich vor dem Zusammenfluss mit dem linksseitigen Tvarožniansky potok grob nach Norden und in die Stadt Kežmarok. Hier fließt sie unmittelbar östlich der Altstadt und am Schloss Kežmarok vorbei, bevor sie nördlich der Altstadt in den Poprad als dessen rechtsseitiger Zufluss mündet.